# Noriko Mizoguchi

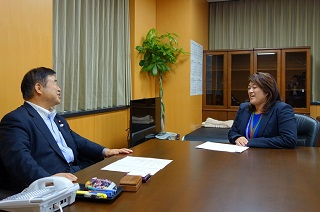
Minister Toshiaki Endo und Noriko Mizoguchi (2015)

Noriko Mizoguchi (jap. 溝口 紀子, Mizoguchi Noriko; * 23. Juli 1971 in Iwata, Präfektur Shizuoka) ist eine ehemalige japanische Judoka. Sie war 1992 Olympiazweite im Halbleichtgewicht, der Gewichtsklasse bis 52 Kilogramm. Danach ist sie Hochschullehrerin und Politikerin. Sie lehrte ab 2005 an der Kultur- und Kunsthochschule Shizuoka, von 2014 bis 2015 führte sie die Schulaufsicht ihrer Heimatpräfektur Shizuoka, 2017 war sie unterlegene Gouverneurskandidatin.

## Sportliche Karriere
Die 1,60 m große Noriko Mizoguchi gewann 1988 erstmals das Tournoi de Paris, 1989 folgte der zweite Erfolg. Bei den Asienmeisterschaften 1988 in Damaskus erkämpfte sie eine Bronzemedaille. Bei den Weltmeisterschaften 1989 in Belgrad schied sie in ihrem Auftaktkampf gegen die Südkoreanerin Cho Min-sun aus.
Bei der olympischen Premiere des Frauenjudo 1992 in Barcelona gewann Mizoguchi ihre ersten beiden Kämpfe durch Ippon, im Viertelfinale gegen die Italienerin Alessandra Giungi siegte sie durch Schiedsrichterentscheid (yusei-gachi). Das Halbfinale gegen die Niederländerin Jessica Gal endete nach vier Minuten durch Ippon. Im Finale unterlag Mizoguchi der Spanierin Almudena Muñoz mit einer Koka-Wertung.
1993 wechselte Mizoguchi die Gewichtsklasse und startete nun im Leichtgewicht, der Gewichtsklasse bis 56 Kilogramm. In den nächsten Jahren war sie vor allem beim Weltcup-Turnier in Paris erfolgreich. Sie gewann 1994 und 1996, 1995 war sie Zweite hinter der Südkoreanerin Jung Sun-yong. Bei den Weltmeisterschaften 1995 in Chiba schied sie in der ersten Runde gegen die Deutsche Tanja Münzinger aus.
Bei den Olympischen Spielen 1996 in Atlanta gewann Noriko Mizoguchi ihre beiden ersten Kämpfe durch Ippon. Im Viertelfinale unterlag sie Jung Sun-yong mit einer Koka-Wertung. In der Hoffnungsrunde schied sie gegen die Belgierin Marisabel Lomba aus und belegte den neunten Platz.
Ab 1997 war Mizoguchi an der Kurzhochschule (tanki daigaku) der präfekturbetriebenen Universität Shizuoka (Shizuoka kenritsu daigaku) tätig. 2005 wurde sie Dozentin (kōshi), ab 2009 Assistenzprofessorin (jun-kyōju), ab 2016 Professorin (kyōju) an der Kultur- und Kunsthochschule Shizuoka (Shizuoka bunka geijutsu daigaku). Gleichzeitig engagierte sie sich in Verwaltung und Politik: Von 2011 bis 2016 war Mizoguchi Mitglied des Präfekturbildungsausschusses von Shizuoka, den sie von 2014 bis 2015 als Vorsitzende führte. 2016 wurde sie technische Beraterin der neuen Sportbehörde (Sports-chō; 2015 unter dem nationalen Kultus- und Wissenschaftsministerium eingerichtet). 2017 kandidierte sie mit Unterstützung der Liberaldemokratischen Partei Shizuoka bei der Gouverneurswahl am 25. Juni gegen Amtsinhaber Heita Kawakatsu, unterlag aber mit rund 40 % der Stimmen.